# Ultra Skyrunning Madeira
L'Ultra Skyrunning Madeira (anciennement Ultra SkyMarathon Madeira) est une épreuve de skyrunning disputée à Santana sur l'île de Madère en Portugal. Il a été créé en 2014.

## Histoire
En 2014, le Clube Aventura da Madeira décide de tirer parti de l'engouement pour la discipline du skyrunning et crée une épreuve sur l'île de Madère dans la région de Santana, tirant parti des montagnes escarpées de la région. Trois courses sont au programme de la première édition : la course principale, un Ultra SkyMarathon de 59 kilomètres, la Santana SkyTrail, devenue par la suite Santana SkyRace, une SkyRace de 21 kilomètres et le Mini SkyTrail Fura Bardos, une mini-SkyRace de 11 kilomètres.
En 2016, la course rejoint le calendrier de la Skyrunner World Series.
En 2017, une épreuve de kilomètre vertical, le Santana Vertical Kilometer est ajouté à l'événement qui rejoint le calendrier inaugural du Vertical Kilometer World Circuit.
L'édition 2020 est annulée en raison de la pandémie de Covid-19. Pour la même raison, l'édition 2021 est reportée en octobre au lieu la date traditionnelle en début juin.

## Parcours

### Madeira SkyRace
Le départ est donné au centre de Santana à proximité du Parc thématique de Madère. Le parcours effectue l'ascension de l'Achada do Texeira en passant par le parc forestier de Queimadas. Il se dirige ensuite vers le point de vue Encumeada Baixa avant d'effectuer une petite descente. Le parcours remonte sur le Pico Ruivo où il atteint son point culminant au sommet à 1 862 m d'altitude. Le parcours redescend en passant par le Pico Milhafre et le Pico Canário et traverse la laurisylve jusqu'à São Jorge. Il emprunte le chemin au-dessus des falaises de Quinta do Furão puis remonte sur Ilha. Le parcours remonte dans la laurisylve et redescend sur Santana en passant à proximité du parc forestier de Queimadas. Il mesure 55,6 km pour 4 121 m de dénivelé positif et négatif.
En 2023, sur suggestion des organisateurs de la Skyrunner World Series, le parcours est légèrement raccourci. La fin du parcours redescend directement de Ilha à Santana. Il mesure 45 km pour 3 600 m de dénivelé positif.
En 2025, le parcours retrouve pratiquement son tracé initial. Il mesure 52 km pour 4 055 m de dénivelé positif.

### Santana SkyRace
Le départ est donné au centre de Santana à proximité du Parc thématique de Madère. Le parcours effectue l'ascension de l'Achada do Texeira en passant par le parc forestier de Queimadas. Il atteint son point culminant au sommet de l'Achada do Texeira à 1 592 m d'altitude. Le parcours redescend en effectuant le tour du Pico das Pedras et traverse le parc forestier de Queimadas. Il resdescend par un autre chemin sur Santana où est donnée l'arrivée. Il mesure 23 km pour 1 672 m de dénivelé positif et négatif.

### Santana Vertical Kilometer
Le départ est donné au lieu-dit Vale da Lapa, situé au cœur de la laurisylve au sud d'Ilha. Le parcours emprunte les sentiers jusqu'au point de vue Encumeada Alta à 1 785 m d'altitude où est donnée l'arrivée. Il mesure 4,8 km pour 1 003 m de dénivelé positif.

## Vainqueurs

### Madeira SkyRace
| Édition | Date | Hommes                                              | Hommes                                              | Hommes                                              | Femmes                                              | Femmes                                              | Femmes                                              |
| ------- | ---- | --------------------------------------------------- | --------------------------------------------------- | --------------------------------------------------- | --------------------------------------------------- | --------------------------------------------------- | --------------------------------------------------- |
|         |      | Rang                                                | Athlète                                             | Temps                                               | Rang                                                | Athlète                                             | Temps                                               |
| 1re     | 2014 | 1er                                                 | Manuel Faria                                        | 6 h 27 min 46 s                                     | 14e                                                 | Ester Alves                                         | 8 h 16 min 32 s                                     |
| 2e      | 2015 | 1er                                                 | Ricky Lightfoot                                     | 6 h 9 min 56 s                                      | 10e                                                 | Stevie Kremer                                       | 7 h 33 min 37 s                                     |
| 3e      | 2016 | 1er                                                 | Cristofer Clemente Mora                             | 6 h 0 min 28 s                                      | 12e                                                 | Gemma Arenas                                        | 6 h 58 min 51 s                                     |
| 4e      | 2017 | 1er                                                 | Jonathan Albon                                      | 5 h 45 min 36 s                                     | 17e                                                 | Hillary Allen                                       | 7 h 6 min 22 s                                      |
| 5e      | 2018 | 1er                                                 | Jonathan Albon                                      | 5 h 47 min 57 s                                     | 23e                                                 | Ragna Debats                                        | 6 h 45 min 9 s                                      |
| 6e      | 2019 | 1er                                                 | Pere Aurell                                         | 6 h 6 min 1 s                                       | 12e                                                 | Maria Koller                                        | 7 h 20 min 6 s                                      |
| -       | 2020 | Course annulée en raison de la pandémie de Covid-19 | Course annulée en raison de la pandémie de Covid-19 | Course annulée en raison de la pandémie de Covid-19 | Course annulée en raison de la pandémie de Covid-19 | Course annulée en raison de la pandémie de Covid-19 | Course annulée en raison de la pandémie de Covid-19 |
| 7e      | 2021 | 1er                                                 | Martin Anthamatten                                  | 6 h 11 min 23 s                                     | 11e                                                 | Mayi Errasti                                        | 7 h 16 min 13 s                                     |
| 8e      | 2022 | 1er                                                 | Peter Fraňo                                         | 5 h 47 min 37 s                                     | 15e                                                 | Virginia Pérez Mesonero                             | 7 h 15 min 19 s                                     |
| 9e      | 2023 | 1er                                                 | Antonio Pérez                                       | 5 h 5 min 0 s                                       | 13e                                                 | Emma Cook-Clarke                                    | 6 h 12 min 17 s                                     |
| 10e     | 2024 | 1er                                                 | Loïc Robert                                         | 4 h 59 min 3 s                                      | 8e                                                  | Lucille Germain                                     | 5 h 33 min 17 s                                     |
| 11e     | 2025 | 1er                                                 | Bruno Coelho                                        | 6 h 35 min 31 s                                     | 12e                                                 | Renata Gonçalves                                    | 8 h 5 min 35 s                                      |

### Santana SkyRace
| Édition | Date | Hommes                                              | Hommes                                              | Hommes                                              | Femmes                                              | Femmes                                              | Femmes                                              |
| ------- | ---- | --------------------------------------------------- | --------------------------------------------------- | --------------------------------------------------- | --------------------------------------------------- | --------------------------------------------------- | --------------------------------------------------- |
|         |      | Rang                                                | Athlète                                             | Temps                                               | Rang                                                | Athlète                                             | Temps                                               |
| 1re     | 2014 | 1er                                                 | Miguel Reis e Silva                                 | 1 h 39 min 41 s                                     | 6e                                                  | Joana Soares                                        | 1 h 57 min 45 s                                     |
| 2e      | 2015 | 1er                                                 | Marco Silva                                         | 1 h 53 min 29 s                                     | 72e                                                 | Carla Leite                                         | 2 h 48 min 11 s                                     |
| 3e      | 2016 | 1er                                                 | Marco Silva                                         | 1 h 51 min 2 s                                      | 36e                                                 | Stefania Lederrey                                   | 2 h 33 min 46 s                                     |
| 4e      | 2017 | 1er                                                 | Romeu Gouveia                                       | 1 h 55 min 5 s                                      | 13e                                                 | Katarína Lovrantová                                 | 2 h 17 min 1 s                                      |
| 5e      | 2018 | 1er                                                 | Romeu Gouveia                                       | 2 h 16 min 22 s                                     | 18e                                                 | Anna Frost                                          | 2 h 46 min 49 s                                     |
| 6e      | 2019 | 1er                                                 | Américo Caldeira                                    | 2 h 30 min 28 s                                     | 13e                                                 | Aoife Quigly                                        | 2 h 54 min 46 s                                     |
| -       | 2020 | Course annulée en raison de la pandémie de Covid-19 | Course annulée en raison de la pandémie de Covid-19 | Course annulée en raison de la pandémie de Covid-19 | Course annulée en raison de la pandémie de Covid-19 | Course annulée en raison de la pandémie de Covid-19 | Course annulée en raison de la pandémie de Covid-19 |
| 7e      | 2021 | 1er                                                 | Tiago Aires                                         | 2 h 12 min 25 s                                     | 9e                                                  | Yuri Yoshizumi                                      | 2 h 35 min 41 s                                     |
| 8e      | 2022 | 1er                                                 | Pere Aurell                                         | 2 h 12 min 14 s                                     | 22e                                                 | Sara Rodrigues                                      | 2 h 56 min 6 s                                      |
| 9e      | 2023 | 1er                                                 | Claudio Castán                                      | 2 h 4 min 35 s                                      | 9e                                                  | Marta Maroto                                        | 2 h 35 min 9 s                                      |
| 10e     | 2024 | 1er                                                 | Bruno Silva                                         | 2 h 24 min 11 s                                     | 10e                                                 | Joke Descheemaeker                                  | 2 h 55 min 21 s                                     |
| 11e     | 2025 | 1er                                                 | Manuel Faria                                        | 2 h 35 min 42 s                                     | 15e                                                 | Carolina Vaz                                        | 3 h 6 min 41 s                                      |

### Santana Vertical Kilometer
| Édition | Date | Hommes                                              | Hommes                                              | Hommes                                              | Femmes                                              | Femmes                                              | Femmes                                              |
| ------- | ---- | --------------------------------------------------- | --------------------------------------------------- | --------------------------------------------------- | --------------------------------------------------- | --------------------------------------------------- | --------------------------------------------------- |
|         |      | Rang                                                | Athlète                                             | Temps                                               | Rang                                                | Athlète                                             | Temps                                               |
| 1re     | 2017 | 1er                                                 | Ferran Teixidó                                      | 41 min 48 s                                         | 13e                                                 | Ekaterina Mityaeva                                  | 51 min 37 s                                         |
| 2e      | 2018 | 1er                                                 | Romeu Gouveia                                       | 42 min 30 s                                         | 13e                                                 | Ruth Croft                                          | 48 min 54 s                                         |
| 3e      | 2019 | 1er                                                 | Daniel Osanz                                        | 41 min 15 s                                         | 12e                                                 | Joana Soares                                        | 48 min 3 s                                          |
| -       | 2020 | Course annulée en raison de la pandémie de Covid-19 | Course annulée en raison de la pandémie de Covid-19 | Course annulée en raison de la pandémie de Covid-19 | Course annulée en raison de la pandémie de Covid-19 | Course annulée en raison de la pandémie de Covid-19 | Course annulée en raison de la pandémie de Covid-19 |
| 4e      | 2021 | 1er                                                 | Vincent Loustau                                     | 40 min 43 s                                         | 7e                                                  | Joana Soares                                        | 46 min 35 s                                         |
| 5e      | 2022 | 1er                                                 | Pere Aurell                                         | 45 min 19 s                                         | 16e                                                 | Charlotte Cotton                                    | 55 min 55 s                                         |
| 6e      | 2023 | 1er                                                 | José Vieira                                         | 46 min 14 s                                         | 21e                                                 | Charlotte Cotton                                    | 55 min 23 s                                         |
| 7e      | 2024 | 1er                                                 | Bruno Silva                                         | 43 min 31 s                                         | 9e                                                  | Joke Descheemaeker                                  | 48 min 56 s                                         |
| 8e      | 2025 | 1er                                                 | Suguru Inui                                         | 43 min 18 s                                         | 12e                                                 | Joana Soares                                        | 50 min 8 s                                          |